# メリット・ウェヴァー
メリット・ウェヴァー（Merritt Carmen Wever、1980年8月11日 - ）は、アメリカ合衆国の女優。

## 来歴
ニューヨーク・マンハッタン出身。サラ・ローレンス大学卒業。ニューヨークで演劇を学ぶ。
2009年から出演したテレビドラマ『ナース・ジャッキー』にゾーイ・バーコウ役でレギュラー出演、2012年と2013年の2年連続でプライムタイム・エミー賞助演女優賞連続コメディ部門を受賞、2017年に出演したテレビドラマ『ゴッドレス -神の消えた町-』で、2018年にプライムタイム・エミー賞助演女優賞リミテッドシリーズ/テレビ映画部門を受賞した。

## 主な出演作品

### 映画
- ガールズ・ルール! 100%おんなのこ主義 Strike! (1998)
- シリーズ7/ザ・バトル・ロワイアル Series 7: The Contenders (2001)
- サイン Signs (2002)
- 奇蹟の手/ボルチモアの友情 Something the Lord Made (2004) テレビ映画
- フィクサー Michael Clayton (2007)
- イントゥ・ザ・ワイルド Into the Wild (2007)
- ボーダー Righteous Kill (2008)
- メッセンジャー The Messenger (2009)
- タイニー・ファニチャー Tiny Furniture (2010)
- ベン・スティラー 人生は最悪だ! Greenberg (2010)
- バードマン あるいは（無知がもたらす予期せぬ奇跡） Birdman or The Unexpected Virtue of Ignorance (2014)
- ミッシング・サン Meadowland (2015)
- ラスト・フェイス The Last Face (2016)
- 君はONLY ONE Irreplaceable You (2018)
- チャーリー・セズ/マンソンの女たち Charlie Says (2018)
- マーウェン Welcome to Marwen (2018)

### テレビドラマ
- ロー&オーダー Law & Order (1997-2005)
- THE WIRE/ザ・ワイヤー The Wire (2003)
- ナース・ジャッキー Nurse Jackie (2009-2015)
- New Girl / ダサかわ女子と三銃士 New Girl (2013)
- ウォーキング・デッド The Walking Dead (2015-2016)
- ゴッドレス -神の消えた町- Godless (2017) ミニシリーズ
- セヴェランス  Severance (2022-)